# Kosteletzkya retrobracteata
Kosteletzkya retrobracteata är en malvaväxtart som beskrevs av Bénédict Pierre Georges Hochreutiner. Kosteletzkya retrobracteata ingår i släktet Kosteletzkya och familjen malvaväxter. Inga underarter finns listade i Catalogue of Life.